# Istantanea di un delitto
Istantanea di un delitto (titolo orig. 4.50 From Paddington; negli USA uscì contemporaneamente col titolo What Mrs. McGillicuddy Saw!) è un romanzo poliziesco di Agatha Christie del 1957  che ha come protagonista il popolare personaggio di Miss Marple. In precedenza, l'opera era uscita a puntate sia nel Regno Unito che in America.
Generalmente apprezzato, fu notato il minore coinvolgimento di Marple nella storia, dove spicca il personaggio di Elspeth McGillicuddy, donna dal carattere indipendente.

## Trama
Elspeth McGillicuddy si sta recando dalla Scozia in Inghilterra per far visita alla sua amica Jane Marple quando, su un treno che corre parallelo al suo, vede una donna che viene strangolata. Terrorizzata, la signora racconta tutto ad un ferroviere e alla polizia, ma nessuno sembra crederle, nessuno eccetto Miss Marple, che le dice che per essere prese sul serio dovranno trovare il cadavere. Dopo una serie di prove in treno e consultazioni degli orari ferroviari, Miss Marple arriva a stabilire che l'unico luogo possibile in cui l'assassino avrebbe potuto nascondere il corpo è una villa con un grande parco, Rutherford Hall. L'anziana signorina contatta Lucy Eyelesbarrow, una sua conoscenza che è una governante molto brava e richiesta; Lucy accetta di dare una mano a Miss Marple e si fa assumere a Rutherford Hall.
Rutherford Hall è stata costruita da Josiah Crackenthorpe, un commerciante di biscotti. Suo figlio Luther, che adesso è semiinvalido, in gioventù si era dichiarato non interessato all'azienda di famiglia, per cui il padre Josiah, irritato, ha predisposto un testamento per impedire al figlio di usufruire della sua fortuna. Luther dispone infatti di una rendita fissa vita natural durante, ma il patrimonio dei Crackenthorpe andrà ai suoi figli. Luther ha perso due dei suoi figli: Edmund, morto durante la seconda guerra mondiale, ed Edith, deceduta da quattro anni; q rimanenti sono Cedric, un pittore libertino che vive ad Ibiza; Harold, un finanziere grigio e convenzionale; Alfred, la pecora nera della famiglia, coinvolto in affari poco puliti; ed Emma, nubile di mezza età che vive a Rutherford Hall e si occupa del padre. Nel periodo in cui la signora McGillicuddy ha visto l'omicidio, tutti i figli erano a Rutherford Hall per festeggiare il Natale in famiglia; con loro vi si trovava anche Brian Eastley, il vedovo di Edith, con il figlio Alexander. Un visitatore abituale della casa è anche il Dottor Quimper, che si occupa del vecchio Luther e che è attratto da Emma.
Lucy usa la scusa di volersi impratichire con il golf per poter scorrazzare impunemente nella proprietà. Alla fine, celato in un sarcofago nel granaio, Lucy trova il cadavere di una donna. Ma chi è?
La polizia accerta che i vestiti della donna sono di manifattura francese. Emma rivela di aver ricevuto una lettera da una donna francese di nome Martine che affermava di essersi sposata con Edmund proprio prima della sua morte in guerra. Nella missiva Martine racconta di avere avuto un figlio da Edmund, e spera che questo bambino possa godere come tutti gli altri congiunti del patrimonio dei Crackenthorpe. La polizia a questo punto ritiene che la donna nel sarcofago sia la moglie di Edmund, ma questa falsa traccia verrà poi eliminata quando si scopre la vera Martine (aveva nel frattempo contratto un matrimonio felicissimo in Inghilterra e, per coincidenza, era la madre del miglior amico di Alexander, James Stoddart-West).
Il misterioso assassino intanto continua a colpire. Un piatto di curry preparato da Lucy viene riempito di arsenico, portando non solo a un avvelenamento generale della famiglia, ma anche alla morte di Alfred. Pochi giorni dopo Harold, ritornato a Londra, riceve alcune pastiglie, apparentemente prescrittegli dal Dottor Quimper, e muore dopo averle ingerite senza alcun sospetto.
Miss Marple e Mrs Gillicuddy vengono invitate a prendere il tè a Rutherford Hall. L'anziana investigatrice chiede alla sua amica di dire di aver bisogno del bagno non appena arrivate, ma non fornisce spiegazioni per quest'ordine. Allontanatasi l'amica, Miss Marple, mentre sta mangiando una tartina al pesce, finge che una lisca la stia soffocando, e il Dottor Quimper si alza per andare ad assisterla, mettendole così le mani sulla gola; in quel momento la signora McGillicuddy, di ritorno dal bagno, vedendolo in quella posa lo riconosce subito come l'uomo che stava strangolando la donna in treno e grida “ma è lui – l'uomo del treno!”. Miss Marple infatti aveva dedotto che la sua amica, rivedendo l'uomo compiere gli stessi movimenti, l'avrebbe sicuramente riconosciuto.
Alla fine si scopre che la donna strangolata era la moglie del Dottor Quimper, separatasi da tempo da lui ma non disposta a concedere il divorzio. Quimper l'aveva uccisa in modo da poter sposare Emma ed ereditare il patrimonio dei Crackenthorpe, che sarebbe stato maggiore eliminandone i fratelli.

## Personaggi
- Miss Marple, investigatrice dilettante
- Lucy Eyelesbarrow, sua assistente
- Dermot Craddock, ispettore di Scotland Yard
- Bacon, ispettore di Brackhampton
- Luther Crackenthorpe, proprietario di Rutherford Hall
- Emma Crackenthorpe, figlia di Luther
- Cedric Crackenthorpe, pittore figlio di Luther
- Alfred Crackenthorpe, figlio di Luther
- Harold Crackenthorpe, finanziere e figlio di Luther
- Bryan Eastley, genero di Luther
- Alexander Eastley, figlio di Bryan
- James Stoddard-West, amico di Alexander
- Lady Stoddard-West, madre di James e ex moglie di Edmund
- Anna Stravinska, attrice di varietà
- Elspeth McGillicuddy, amica di Miss Marple
- Dottor Quimper, medico curante dei Crackenthorpe

## Temi e curiosità
- Nelle ultime battute del romanzo, rivelando il nome dell'assassino, la Christie, per bocca di Miss Marple, diede la sua opinione sul tema della pena di morte, all'epoca molto d'attualità in Gran Bretagna, dove le esecuzioni erano state sospese nel febbraio 1956:

La pena di morte in Gran Bretagna venne definitivamente abolita nel 1969 (nel 1973 in Irlanda del Nord).
- Istantanea di un delitto è l'unico romanzo di Agatha Christie in cui fa la sua apparizione il personaggio della giovane governante Lucy Eyelesbarrow, il cui ruolo risulta fondamentale ai fini della risoluzione del caso. Nonostante i fan avessero accolto bene l'entrata in scena di questo nuovo personaggio e malgrado diversi particolari descritti nel romanzo (Miss Marple appare stanca, impossibilitata a fare giardinaggio per la difficoltà nel piegarsi e non partecipa in prima persona agli avvenimenti, ma assiste al tutto da una pensione vicina alla tenuta dei Crackenthorpe) avesse dato la sensazione che affiancare la figura di un'aiutante a quella dell'ormai anziana detective fosse inevitabile, Lucy non apparve più in alcun successivo romanzo della Christie.
- Il romanzo fu il primo, tra quelli che avevano come protagonista Miss Marple, a diventare un film. Successe nel 1962, quando la Metro-Goldwyn-Mayer distribuì Murder, She Said (Assassinio sul treno), prima delle quattro pellicole con Margaret Rutherford chiamata a vestire i panni dell'anziana investigatrice; sullo schermo, era Miss Marple stessa a vedere la scena del delitto e a farsi assumere come cameriera presso la casa dei Crackenthorpe. L'interpretazione della Rutherford, popolare attrice comica, non soddisfece, con suo grande disappunto, né la Christie, né il pubblico inglese, mentre ebbe un enorme successo in Germania. Per la parte di Mrs Kidder, governante di casa Crackenthorpe, fu scelta Joan Hickson, che un ventennio dopo avrebbe interpretato Miss Marple in una celebre serie-tv prodotta dalla BBC.
- Ritornò il personaggio dell'ispettore Dermot Craddock, comparso già in Un delitto avrà luogo. Fu la penultima apparizione del personaggio, prima di quella in Assassinio allo specchio.

## Edizioni italiane
- Istantanea di un delitto, traduzione di Paola Franceschini, Collana I Libri Gialli n.496, Milano, Arnoldo Mondadori Editore, agosto 1958; in Miss Marple: indagare è il mio peccato,[1] a cura di Alberto Tedeschi, Collana Omnibus Gialli, Mondadori, 1972; Prefazione e postfazione di Nico Orengo, Collana Oscar del Giallo n.13, Mondadori, 1976; Collana Oscar n.1043, Mondadori, settembre 1979; I Classici del Giallo Mondadori n.317, Mondadori, 1979.
- Istantanea di un delitto, trad. Grazia Maria Griffini, Collana I Classici del Giallo Mondadori n.605, Milano, Mondadori, 1990; Edizione illustrata e annotata, Presentazione di Gianni Rizzoni, Collezione Agatha Christie, Milano, CDE, 1990; Collana Oscar Narrativa n.1450, Milano, Mondadori, 1995, ISBN 978-88-043-9722-9; Collana Oscar Scrittori del Novecento (ora Oscar Scrittori Moderni), Mondadori, maggio 1996; Collana Oscar Gialli, Mondadori, 2017, ISBN 978-88-046-8584-5.
- in  I capolavori di Agatha Christie, traduzione di Grazia Maria Griffini, Introduzione di John G. Cawelti, Collana Oscar Grandi Classici n.87, Milano, Mondadori, 2003, ISBN 978-88-045-2228-7.
- in  Miss Marple. I delitti deliziosi, traduzione di Grazia Maria Griffini, Introduzione e cura di Marco Amici, Collana Draghi, Milano, Mondadori, 2021, ISBN 978-88-047-3996-8.
- 4:50 From Paddington. Istantanea di un delitto, traduzione di Elisa Pantaleo, Edizione bilingue annotata, a cura di Federico Biolchi, Collana I Miti, Milano, Mondadori, 2023, ISBN 978-88-047-7444-0.

## Adattamenti
- Assassinio sul treno (Murder, She Said), 1961, film di George Pollock con Margaret Rutherford, Stringer Davis, Charles Tingwell e James Robertson Justice.
- Istantanea di un delitto (4.50 from Paddington), 1985, episodio di Martyn Friend con Joan Hickson, Maurice Denham, Mona Bruce e Jill Meager.
- Istantanea di un delitto (4.50 from Paddington), 2004, episodio di Andy Wilson con Geraldine McEwan, David Warner, Pam Ferris e Amanda Holden.